# Weslemkoon Lake
Weslemkoon Lake är en sjö i Kanada.   Den ligger i countyt Lennox and Addington County och provinsen Ontario, i den sydöstra delen av landet, 140 km väster om huvudstaden Ottawa. Weslemkoon Lake ligger 318 meter över havet. Arean är 16,4 kvadratkilometer. Den sträcker sig 10,6 kilometer i nord-sydlig riktning, och 6,2 kilometer i öst-västlig riktning.
I omgivningarna runt Weslemkoon Lake växer i huvudsak blandskog. Runt Weslemkoon Lake är det mycket glesbefolkat, med 2 invånare per kvadratkilometer.